# La meva vida comença avui
La meva vida comença avui  (títol original: Große Mädchen weinen nich) és una pel·lícula alemanya dirigida per Maria von Heland, estrenada en DVD el 2002. Ha estat doblada al català

## Argument
Kati i Steffi són amigues des dels 7 anys. Un dia, en una discoteca es troben davant del pare de Steffi que no ha vist res, als braços d'una dona que no és la seva mare. Decideix doncs venjar-se, però Steffi no sap que jugarà a un joc perillós…

## Repartiment
- Anna Maria Mühe: Kati
- Karoline Herfurth: Steffi
- David Winter: Carlos
- Josefine Domes: Tessa
- Tillbert Strahl-Schäfer: Klaus
- Jennifer Ulrich: Yvonne
- Nina Petri: Ann
- Stefan Kurt: Hans, el pare de Steffi
- Teresa Harder: Jeanette, la mare de Tessa
- Matthias Brandt: Jost, el pare de Kati
- Gabriela Maria Schmeide: Ingrid, la mare de Kati
- Dieter Laser: Herr Winter, el pornògraf pervers i l'assassí

## Al voltant del film
- Totes les cançons del film han estat compostes per Niclas Frisk i Andreas Mattson
- El grup de rock suec, The Sounds ha compost Bombs Bombs Away amb Andreas Mattson que és la peça d'obertura, i un àlbum (B-Sides) per al film.
- La peça Free Free Free ha estat composta i cantada per Andreas Mattson i Maja Ivarsson, que és la cantant del grup de rock suec, The Sounds.